# Kuatnana (Südzentraltimor)
Kuatnana (indonesisch Kuatnana) ist ein indonesischer Distrikt (Kecamatan) im Westen der Insel Timor.

## Geographie
| „Dorf“ (Desa) | Verwaltungssitz | Fläche    | Einwohner | Bevölkerungs- dichte |
| ------------- | --------------- | --------- | --------- | -------------------- |
| Lakat         | Lakat           | 27,27 km² | 2.191     | 80                   |
| Supul         | Supul           | 12,22 km² | 1.677     | 137                  |
| Tetaf         | Tetaf           | 12,97 km² | 4.024     | 310                  |
| Enoneontes    | Enoneontes      | 12,52 km² | 1.687     | 135                  |
| Naukae        | Naukae          | 22,02 km² | 2.021     | 91                   |
| O‘of          | O’of            | 23,31 km² | 1.987     | 85                   |
| Tubmonas      | Tubmonas        | 24,18 km² | 1.330     | 55                   |
| Oe‘ue         | Oe‘ue           | 6,73 km²  | 966       | 144                  |

Der Distrikt befindet sich im Zentrum des Regierungsbezirks Südzentraltimor (Timor Tengah Selatan) der Provinz Ost-Nusa-Tenggara (Nusa Tenggara Timur). Im Südwesten liegt der Distrikt Noebeba und West-Amanuban (Amanuban Barat), im Westen Kota Soe und Südmolo (Molo Selatan), im Nordwesten Zentralmolo (Molo Tengah), im Norden Oenino, im Osten Zentral-Amanuban (Amanuban Tengah) und im Süden Kuan Fatu.
Kuatnana hat eine Fläche von 141,22 km² und teilt sich in die acht Desa Lakat, Supul, Tetaf, Enoneontes, Naukae, O’of, Tubmonas und Oe’ue. Die Desas unterteilen sich wiederum in insgesamt 25 Dusun (Unterdörfer). Der Verwaltungssitz befindet sich in Tetaf.  Der Distrikt liegt in einer Meereshöhe zwischen 548 m (O’of) und 857 m (Tetaf). Das tropische Klima teilt sich, wie sonst auch auf Timor, in eine Regen- und eine Trockenzeit. 2017 regnete es im Distrikt nur an 80 Tagen zwischen Januar und Juni. Gemessen wurde eine Gesamtniederschlagsmenge von 859 mm.

## Flora
Im Distrikt finden sich unter anderem Vorkommen von Kokospalmen und Teak.

## Einwohner
2017 lebten in Kuatnana 15.883 Einwohner in 3.859 Haushalten. 7.958 waren Männer, 7.925 Frauen. Die Bevölkerungsdichte lag bei 112 Personen pro Quadratkilometer. Im Distrikt gab es sieben katholische und 44 protestantische Kirchen und Kapellen.

## Wirtschaft, Infrastruktur und Verkehr
Die meisten Einwohner des Distrikts leben von der Landwirtschaft. Als Haustiere werden Rinder (8.630), Schweine (12.48), Ziegen (865) und Hühner (14.060) gehalten. Auf 2.540 Hektar wird Mais angebaut, auf 152 Hektar Reis, auf 410 Hektar Maniok und auf 118 Hektar Erdnüsse. Weitere landwirtschaftliche Produkte sind Zwiebeln, Kohl, Tomaten, Bohnen, Gurken, Avocados, Mangos, Tangerinen, Papayas, Bananen und Sirsak. Von Plantagen kommen Lichtnüsse, Kokosnüsse, Tamarinden, Cashewnüsse, Kapok, Arecanüsse, Betelnüsse und Kaffee.
In Kuatnana gibt es 18 Grundschulen, fünf Mittelschulen und zwei weiterführende Schulen. Zur medizinischen Versorgung stehen ein kommunales Gesundheitszentrum (Puskesmas), drei medizinische Versorgungszentren (Puskesmas Pembantu) und fünf Hebammenzentren (Polindes) zur Verfügung. In dem Distrikt sind ein Arzt, 20 Hebammen und 14 Krankenschwestern tätig.